# Per Wikberg
Per Emil Wikberg, född 26 november 1901 i Skog i Hälsingland, död 29 september 1970 i Hamrånge församling i Gästrikland, var en svensk arbetarförfattare och hembygdsforskare.

## Arbete och karriär
Wikberg arbetade som fabriksarbetare på sulfatmassefabriken Kopparfors i Norrsundet i norra delen av Gävle kommun i Gästrikland. Han var även tidvis fiskare, skogsarbetare, rallare, smedhalva och tidningsskrivare.
Jämsides med ett skönlitterärt författarskap, som på 1940-talet renderade honom stora framgångar, var Per Wikberg närmast professionell som hembygdsforskare. Hans verk Hamrångeboken utgavs strax efter hans död 1970.
Hela tiden fortsatte Wikberg att arbeta på massafabriken i Norrsundet och det var egentligen enbart på fritiden han hann arbeta som författare. Han var hemtam i många ämnen, från t.ex. medeltidens sägner och hur pilgrimer färdades till arbetarnas torftiga levnadsförhållanden på landsbygden och inom industrin. Långt efter hans bortgång gavs en roman Stigman Sotes Saga ut, byggd på berättelser om rövarband på gränsskogen mellan Gästrikland och Hälsingland – Ödmården. Dessförinnan hade Wikberg skrivit sex romaner och många noveller i lokalpressen, t.ex. Arbetarbladet samt i fackförbundens tidskrifter, gamla Folket i Bild och i Tidningen Vi.
1942 debuterade Per Wikberg med Sulfat, senare filmad som Skogen är vår arvedel. För första gången skildrades livet och arbetet vid en massafabrik litterärt och miljön hämtade Wikberg från sin egen arbetsplats och från Vallvik. Arbetarkvinnornas omänskliga slit skildrar Wikberg i Kristin (1944) och i den fristående fortsättningen Frost i gryningen (1952). Skogsbolagens framfart skildras i Vindfälle och i Rävspel (1951) skildras hur Wikberg tröttnat på kommunalpolitikens avigsidor.
Hur arbetet och livet växte fram i sågverkssamhället Norrsundet berättade Per Wikberg i De bröto bygd (1945) som fick delat första pris som bästa folkrörelseroman i en tävling som KF:s bokförlag och Tidningen Vi anordnade.
Han var från 1926 gift med Hildur Ottilia Wikberg (1904–1993).

### Redaktör
- Hamrångeboken. [Norrsundet]: [Stiftelsen Hamrångeboken]. 1970. Libris 1564772